# Ninoxe pointillée
Ninox punctulata
Espèce
Synonymes
- Noctua punctulata Quoy & Gaimard, 1830
(protonyme)

Statut de conservation UICN

 LC  : Préoccupation mineure
Statut CITES
La Ninoxe pointillée (Ninox punctulata) est une espèce d'oiseaux de la famille des Strigidae.

## Répartition
Cette espèce vit en Asie du Sud-Est, principalement en Indonésie.